# Lotta di Popolo
A Organizzazione Lotta di Popolo (OLP) foi um grupo político extremista que surgiu na Itália, em 1969, e que tentou combinar ideais políticos típicos do neofascismo com os da extrema esquerda, tanto que alguns de seus adversários a classificava como: nazi-maoísta, essa organização foi dissolvida em 1973 .

## História
No dia 1º de maio de 1969, a Organizzazione Lotta di Popolo foi fundada em uma conferência nacional em Roma. Dentre os fundadores, destacavam-se: Enzo Maria Dantini, Ugo Gaudenzi (esses dois antigos dirigentes da "Primula Goliardica"), Serafino Di Luia (ex milutante da "Avant-garde National" ) e Ugo Cascella.
Surgiu como um movimento extraparlamentar, que dava continuidade ao legado da seção italiana da "Jeune Europe" e de grupos estudantis como "Primula Goliardica" o "Movimento Studentesco Operaio d'Avanguardia", e o "FUAN-Caravella". Se distinguiu por suas posições originais, mais tarde definidas como nazimaoístas.
Com seus panfletos:
- atacavam a divisão em blocos do mundo criada pela Conferência de Ialta e o Tratado de Não Proliferação de Armas Nucleares, que eram caracterizados como tentativas de impedir a emancipação dos estados europeus;
- sustentavam que o antifascismo e o anticomunismo eram doutrinas criadas pelo sistema para conter forças revolucionárias;
- defendiam a unidade do povo italiano "fora e contra as instituições" para se libertar da opressão política, econômica e cultural exercidas pelos imperialismos russo e norte-americano, pelo Vaticano e pelo sionismo internacional;
- elogiavam a Revolução Cultural Chinesa;
- protestavam contra a Guerra do Vietnã[3];
- sustentavam críticas nacionalistas aos movimentos de esquerda, argumentando que o comunismo se consolidou na União Soviética graças a Stalin que que incorporou na política soviética doutrinas típicas do Império Russo, tendo vencido a oposição de Trotsky[4].

O grupo era combatido por outros movimentos extremistas, tanto de direita quanto de esquerda.